# Régis Rothenbühler
Régis Rothenbühler, né le 11 octobre 1970 à Porrentruy, est un joueur et entraîneur suisse de football.
Après avoir passé treize saisons au Neuchâtel Xamax FC en ligue nationale A, il a joué dans plusieurs clubs tessinois, entre la Ligue nationale A et la première ligue. International suisse à dix-neuf reprises entre 1992 et 2000, il participe à l’Eurofoot en 1996. Il met un terme définitif à sa carrière de joueur en 2006, lorsqu’il est nommé entraîneur du FC Colombier.

## Carrière
Régis Rothenbühler naît le 11 octobre 1970 à Porrentruy. Il découvre le football au FC Porrentruy, et joue également au hockey sur glace avec le HC Ajoie en position de centre. Il est d’ailleurs sélectionné dans une équipe de Suisse jeunesse de hockey sur glace, en compagnie de Pascal Schaller ou Antoine Descloux. En 1986, il est repéré par le Neuchâtel Xamax FC de Gilbert Facchinetti arrête le hockey sur glace. Il fait ses débuts en Ligue nationale A avec le club neuchâtelois en 1989 face à Grasshopper, sous les ordres de Gilbert Gress.
En 1992, il fait ses débuts en équipe de Suisse le 25 mars 1992 à Dublin face à l’Irlande. À la fin de la saison 1992-1993, il est prêté au Servette FC, car il ne veut plus travailler avec l’entraîneur allemand de Xamax Uli Stielike. Il revient dans le club neuchâtelois l’année suivante. Une blessure contractée lors du dernier match de championnat l’empêche de participer à la Coupe du monde en 1994. Deux ans plus tard, il peut prendre part à l’Eurofoot.
En août 1999, il rompt son contrat avec Neuchâtel. Après des essais avortés à Sturm Graz, à Sedan,, puis des transferts qui n'aboutissent pas à la Juventus de Turin, à Walsall (EFL Championship) et à l’AEK Athènes, il est transféré tout d'abord à Yverdon avant de trouver finalement de l’embauche en janvier 2000 au FC Lugano. Il reste deux saisons et demie à Lugano, avant de rejoindre, en juin 2002, le FC Lucerne à la suite de la faillite du FC Lugano. Six mois plus tard, il s’engage avec le FC Chiasso, qui milite en première ligue, avec qui il monte en Challenge League. En juin 2003, il s’engage avec le FC Malcantone Agno, néopromu en Challenge League. Une année plus tard, il est d’abord annoncé à l’AC Bellinzone avant de finalement se joindre avec le GC Biaschesi, en première ligue. En janvier 2005, il rejoint le FC Fribourg, toujours en première ligue.
Il quitte le club fribourgeois une année plus tard, où il sera même, pendant quelques matchs entraîneur-joueur et il met un terme à sa carrière de joueur pour devenir entraîneur du FC Colombier en deuxième ligue interrégionale. À la fin de la saison, sauvé de justesse de la relégation, il n’est pas reconduit à son poste. En 2008, il est nommé responsable de la relève du FC Lugano. En avril 2010, il est nommé entraîneur assistant de Roberto Morinini à Bellinzone, en Super League. Il est démis de ses fonctions lors du limogeage de l’entraîneur tessinois en mars 2011. Il sera ensuite engagé pour la saison 2011-12 par le FC Mendrisio-Stabio (1ère lingue) comme entraîneur, où il amènera même l'équipe Tessinois en tête du championnat. Il quittera Mendrisio en mars 2012 à la suite des divergences techniques et des prises de positions de ses dirigeants sur l'avenir sportif et politique du club. Lors de la saison 2012-13, il sera ensuite nommé comme Responsable Technique du plus grand regroupement du canton du Tessin, soit Sassariente, et deviendra également entraîneur de la 1ère équipe qui milite en 3ème Ligue. En janvier 2013, il quitte son poste pour devenir l’un des entraîneurs du centre de préformation de l’Association suisse de football, le responsable de la présélection des meilleurs joueurs de moins de 14 ans pour la zone Jura, Bienne, Berne, Thoune, Fribourg et Neuchâtel et l’assistant de Gérard Castella et de Claude Ryf dans les sélections Suisses juniors. Il est également devenu, depuis 2016, le Responsable Footeco de l'Association suisse de football pour le Tessin et BEJUNE (Bienne, Seeland, Jura et Neuchâtel).